# Rio Desquite
O rio Desquite é um curso de água, localizado no estado de Santa Catarina,  no Brasil.